# Heptathela suoxiyuensis
Heptathela suoxiyuensis YIN, TANG & XU, 2003 è un ragno appartenente al genere Heptathela della famiglia Liphistiidae.
Il nome del genere deriva dal greco ἐπτά, heptà, cioè 7, ad indicare il numero delle ghiandole delle filiere che possiedono questi ragni, e dal greco θηλή, thelè, che significa capezzolo, proprio ad indicare la forma che hanno le filiere stesse.
Il nome proprio deriva dalla località di Suoxiyu, della contea cinese di Cili, della prefettura di Zhangjiajie situata nella regione di Hunan, e dal suffisso latino -ensis, che significa: presente, che è proprio lì.

## Caratteristiche
Ragno primitivo appartenente al sottordine Mesothelae: non possiede ghiandole velenifere, ma i suoi cheliceri possono infliggere morsi piuttosto dolorosi
Questa specie è simile a H. yunnanensis; è possibile distinguerla da quest'ultima per i seguenti caratteri: 
- il margine posteriore dell'epigino ha la forma leggermente incassata, mentre la yunnanensis ha un piccolo lobo proprio al centro del margine posteriore
- le quattro spermateche sono pressoché uguali di dimensioni, mentre nella yunnanensis le spermateche laterali sono più grandi di quelle mediane, i cui gambi sono anche più brevi.
- la piastra basale dell'epigino ha forma trapezoidale differente.[2]

### Maschi
I maschi hanno una lunghezza totale di 18,5 millimetri; il cefalotorace, poco più lungo che largo, è di 7,5 x 6,75 mm; l'opistosoma, più lungo che largo, misura 9 mm x 8 mm.

### Femmine
Le femmine hanno una lunghezza totale di 19,6 millimetri; il cefalotorace, più lungo che largo, è di 9,5 x 8,5 mm; l'opistosoma, appena più lungo che largo, misura 10,1 mm x 10 mm.

## Distribuzione
L'olotipo e i paratipi sono stati rinvenuti nella località di Suoxiyu, della Contea di Cili, nella regione cinese di Hunan, alle coordinate approssimative di 29°04' N, 111°01' E.